# Madlyn Cazalis
Madlyn Cazalis est une société de cosmétiques biologiques africains fondée par l'entrepreneur Christian Ngan en 2012,.
Madlyn Cazalis conçoit, fabrique, transporte des produits de beauté naturelle et opère en Afrique centrale avec plus de 200 distributeurs (pharmacies, instituts de beauté et supermarchés), 100 ambassadeurs de marque et clients dans plus de 12 pays. La société a été fondée pour empêcher aux Africains d'utiliser des produits de blanchiment, favorisant des cosmétiques naturelles locales faits à la main tels que lotions corporelles, gommages, masques et savons,.
La société a reçu de nombreux éloges. En septembre 2015, Madlyn Cazalis a été parmi les 50 premières entreprises africaines les plus innovantes du Forum de New York, Le Point et France 24.
En 2016, Madlyn Cazalis a été finaliste du Total Startupper du Year Challenge. 